# Стівен Флетчер (футболіст)
Сті́вен Фле́тчер (англ. Steven Fletcher, нар. 26 березня 1987, Шрусбері) — шотландський футболіст, нападник збірної Шотландії та англійського клубу «Сток Сіті».

## Клубна кар'єра
Народився 26 березня 1987 року в англійському Шрусбері. Вихованець футбольної школи клубу «Гіберніан». Дорослу футбольну кар'єру розпочав 2004 року в основній команді того ж клубу, в якій провів п'ять сезонів, взявши участь у 156 матчах чемпіонату. Більшість часу, проведеного у складі «Гіберніана», був основним гравцем атакувальної ланки команди.
Протягом 2009–2010 років захищав кольори команди клубу «Бернлі».
Своєю грою за останню команду привернув увагу представників тренерського штабу клубу «Вулвергемптон Вондерерз», до складу якого приєднався 2010 року. Відіграв за клуб з Вулвергемптона наступні два сезони своєї ігрової кар'єри. Граючи у складі «Вулвергемптона» також здебільшого виходив на поле в основному складі команди. У складі «Вулвергемптона» був одним з головних бомбардирів команди, маючи середню результативність на рівні 0,36 голу за гру першості.
До складу клубу «Сандерленд» приєднався 2012 року. Наразі встиг відіграти за клуб з Сандерленда 31 матч в національному чемпіонаті.

## Виступи за збірні
Протягом 2006–2008 років залучався до складу молодіжної збірної Шотландії. На молодіжному рівні зіграв у 7 офіційних матчах, забив 5 голів.
2008 року дебютував в офіційних матчах у складі національної збірної Шотландії. Наразі провів у формі головної команди країни 33 матчі, забивши 10 голів.

## Статистика виступів

### Статистика клубних виступів
Станом на 23 березня 2013 року.
| Сезон                            | Команда                          | Чемпіонат                        | Чемпіонат | Чемпіонат | Національний кубок | Національний кубок | Національний кубок | Континентальні кубки | Континентальні кубки | Континентальні кубки | Інші змагання | Інші змагання | Інші змагання | Усього | Усього |
| Сезон                            | Команда                          | Ліга                             | Ігор      | Голів     | Ліга               | Ігор               | Голів              | Ліга                 | Ігор                 | Голів                | Ліга          | Ігор          | Голів         | Ігор   | Голів  |
| -------------------------------- | -------------------------------- | -------------------------------- | --------- | --------- | ------------------ | ------------------ | ------------------ | -------------------- | -------------------- | -------------------- | ------------- | ------------- | ------------- | ------ | ------ |
| 2003-04                          | «Гіберніан»                      | ПЛ                               | 5         | 0         | КШ + КЛ            | 0 + 0              | 0 + 0              |                      | —                    | —                    |               | —             | —             | 5      | 0      |
| 2004-05                          | «Гіберніан»                      | ПЛ                               | 20        | 5         | КШ + КЛ            | 4 + 2              | 0 + 0              |                      | —                    | —                    |               | —             | —             | 26     | 5      |
| 2005-06                          | «Гіберніан»                      | ПЛ                               | 34        | 8         | КШ + КЛ            | 4 + 2              | 2 + 0              | КУЄФА                | 1                    | 0                    |               | —             | —             | 41     | 10     |
| 2006-07                          | «Гіберніан»                      | ПЛ                               | 31        | 6         | КШ + КЛ            | 5 + 5              | 1 + 4              | I                    | 3                    | 1                    |               | —             | —             | 44     | 12     |
| 2007-08                          | «Гіберніан»                      | ПЛ                               | 32        | 13        | КШ + КЛ            | 2 + 1              | 0 + 1              |                      | —                    | —                    |               | —             | —             | 35     | 14     |
| 2008-09                          | «Гіберніан»                      | ПЛ                               | 34        | 11        | КШ + КЛ            | 1 + 1              | 0 + 0              | I                    | 2                    | 0                    |               | —             | —             | 38     | 11     |
| Усього за «Гіберніан»            | Усього за «Гіберніан»            | Усього за «Гіберніан»            | 156       | 43        |                    | 27                 | 8                  |                      | 6                    | 1                    |               |               |               | 189    | 52     |
| 2009-10                          | «Бернлі»                         | ПЛ                               | 35        | 8         | КА + КЛ            | 1 + 2              | 1 + 3              |                      | —                    | —                    |               | —             | —             | 38     | 12     |
| 2010-11                          | «Вулвергемптон Вондерерз»        | ПЛ                               | 29        | 10        | КА + КЛ            | 3 + 2              | 1 + 1              |                      | —                    | —                    |               | —             | —             | 34     | 12     |
| 2011-12                          | «Вулвергемптон Вондерерз»        | ПЛ                               | 32        | 12        | КА + КЛ            | 2 + 0              | 0 + 0              |                      | —                    | —                    |               | —             | —             | 34     | 12     |
| Усього «Вулвергемптон Вондерерз» | Усього «Вулвергемптон Вондерерз» | Усього «Вулвергемптон Вондерерз» | 61        | 22        |                    | 7                  | 2                  |                      |                      |                      |               |               |               | 68     | 24     |
| 2012-13                          | «Сандерленд»                     | ПЛ                               | 28        | 11        | КА + КЛ            | 1 + 2              | 0 + 0              |                      | —                    | —                    |               | —             | —             | 31     | 11     |
| Усього за кар'єру                | Усього за кар'єру                | Усього за кар'єру                | 280       | 84        |                    | 40                 | 14                 |                      | 6                    | 1                    |               | —             | —             | 326    | 99     |

## Досягнення
- Володар Кубка шотландської ліги (1):

«Гіберніан»: 2006-07